# Eóghan mac Néill Óig
Eóghan mac Néill Óig ou Eóghan  O'Neill (mort en 1456) est trois fois roi de Tir Éogain: de 1410 à 1414 puis de 1419 à 1421 et enfin de 1432 à 1455.

## Biographie
Eóghan  mac Néill  Óig succède à son père Niall Óg mac  Néill après une longue querelle de succession qui éclate après la mort de son frère  aîné Brian Óg en 1403  et qui l'oppose à son cousin Domhnall mac Énri Aimhreidh. En 1410 ce dernier est capturé par Brian Mac Mathgamhna d'Airgíalla qui le livre à  Eóghan qui accède au trône . Quatre ans plus tard c'est Eóghan qui est capturé par son adversaire qui se rétablit . En 1419 lors d'un conflit général impliquant Neil Óg  Uí Domhnaill roi de Tir Conaill, Brian Mac Mathgamhna d'Airgíalla et Thomas Mag Uidhir roi de Fir-Manach; Eóghan  mac Néill retrouve son trône. De nouveau détrôné en 1421 il est libéré par ses fils et sa femme l'année suivante. Enfin en 1432 Domhnall mac Énri est tué entre les fêtes du 25 décembre et le 6 janvier et  Eóghan est définitivement restauré 
Le long règne Eóghan se caractérise néanmoins par de multiples raids dans le domaine anglais du Pale et des conflits avec les Uí Domhnaill du Cenel Conaill. James Butler dit le Blanc 4e comte d'Ormond et Lord Deputy d'Irlande négocie avec lui une série de traités pour le compte du gouvernement et l'accord est cimenté par l'union de sa nièce avec Énri mac Eóghain le 3e fils et héritier d'Eóghan qui se soumet avec les autres dynastes gaéliques en 1449 à Richard d'York également comte d'Ulster. Eóghan abdique en 1455 et meurt l'année suivante.
Eóghan épouse Caitriona (morte en 1427), fille d'Ardghal Mac Mahon, qui lui donne une large descendance :
- Domhnall mort en 1432, père de Conn mort en 1494.
- Niall mort en 1436
- Brian mort en 1487
- Énri mac Eóghain mort en 1484 roi de Tir Éogain de 1455 à 1483.
- Eógan fl.  1435-1452
- Art mort en 1458 Sliocht Airt de Omagh
- Feidhlimidh Balbh mort en 1461 sept de Arachta
- Muirchertach mort en 1471 ancêtre du sept Clann Chonnchadha
- Seaán Buidhe de Kinard mort en 1486
- Aodh Tanaiste mort en 1475 père de Art mac Aodha

## Sources
- (en) Clare Downham, Medieval Ireland, Cambridge, Cambridge University Press, 2018, 338 p. (ISBN 978-1-906716-06-6), p. 264-265.
- (en) Bart Jaski, Genealogical tables of medieval Irish royal dynasties, Dublin, Four Courts Press, 2013 (ISBN 9781846824265), p. 92 Tableau-14 Ua Néill b.royal line 15th-16th c., the descendants of Eógan mac Néill.
- (en) T.W Moody, F.X. Martin et F.J. Byrne, A New History of Ireland IX Maps, Genealogies, Lists. A companion to Irish History part II, Oxford, Oxford University Press, 2011, 690 p. (ISBN 978-0-19-959306-4).